# Leskovik

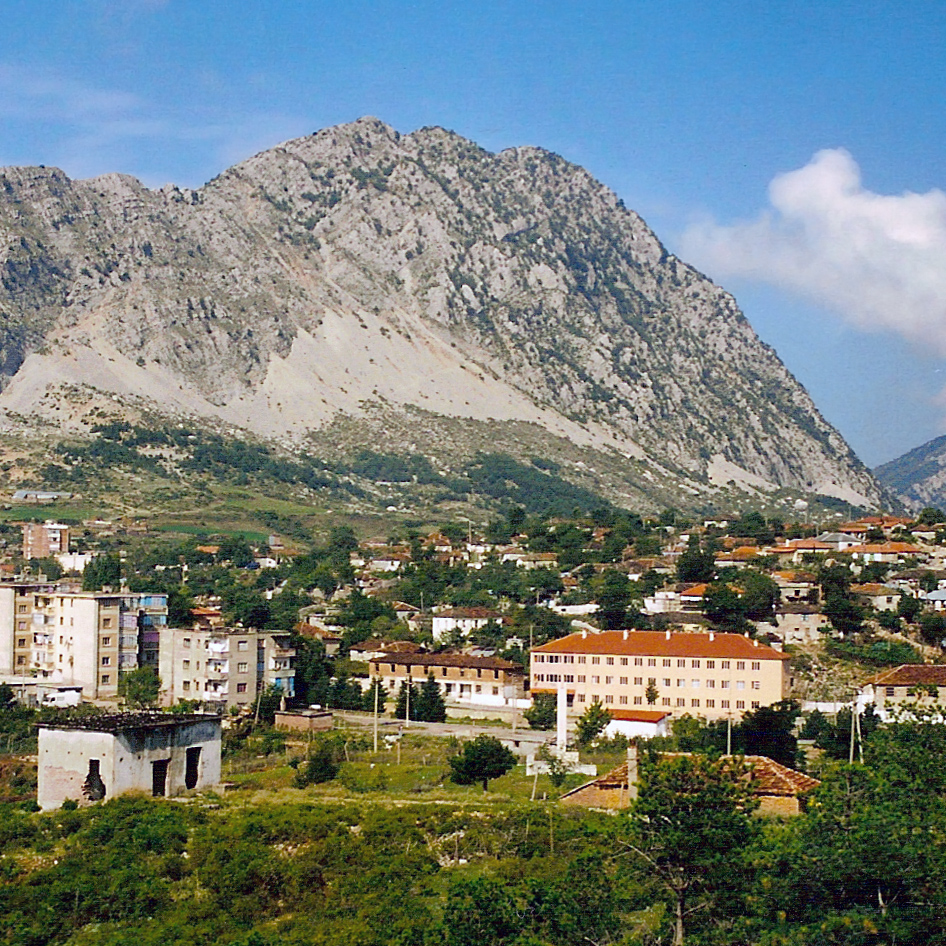
Leskovik und Mali i Melesinit

Leskovik (albanisch auch Leskoviku) ist ein Ort im Süden Albaniens mit 939 Einwohnern (Volkszählung 2023). Das Landstädtchen liegt in der Gemeinde Kolonja im Bergland östlich des Tals der Vjosa auf über 900 m ü. A. rund acht Kilometer nördlich der Grenze zu Griechenland. Leskovik liegt an einem Übergang zwischen zwei Seitentälern der Vjosa unterhalb der Felswände des westlich aufragenden Mali i Melesinit.

## Geschichte
Im Osmanischen Reich war Leskovik ein wichtiges regionales Zentrum. Ein Reiseführer aus dem Jahr 1932 beschreibt es als baulich und landschaftlich ansprechendes Städtchen mit 2000 Einwohnern. Von dieser Zeit zeugen noch einige hübsche Häuser lokaler Beys und eine orthodoxe Kirche.
Die Festlegung der Grenzen des neuen albanischen Staats im Jahr 1913 entzog dem Ort seine wirtschaftlichen Grundlagen, da viele Bewohner Ländereien jenseits der Grenze in Griechenland hatten. Im Ersten Weltkrieg ist Leskovik schwer zerstört worden. In der Folge nahm auch die Bevölkerungszahl ab von 2200 Einwohnern im Jahr 1923 auf 1300 Personen im Jahr 1945. Im Juli 1943 verübten deutsche Soldaten des II. Btl. der Gebirgsjäger ein Massaker. Erst in den 1960er Jahren stieg die Bevölkerung wieder auf bis zu 2200 Einwohner im Jahr 1987. 2011 wurden noch 1525 Einwohner gezählt, was der Landflucht und Auswanderung zuzuschreiben ist. In den folgenden zwölf Jahren wanderte nochmals über ein Drittel der Bevölkerung ab.
Bis 2015 war Leskovik eine eigenständige Gemeinde (bashkia), die dann mit den anderen Gemeinden des aufgelösten Kreises Kolonja zusammengelegt wurde. Seither handelt es sich um eine Njësia administrative innerhalb der Bashkia Kolonja.

## Verkehr
Früher vermutlich an bedeutenden Handelsrouten gelegen, liegt Leskovik noch heute an der Durchgangsstraße von Tepelena und Përmet nach Erseka und Korça. Die Straße führt aus dem Vjosa-Tal auf rund 350 m ü. A. durch die imposante Schlucht des Flüsschens Çarçova von Norden in den Ort. Eine weitere, 2009 frisch erneuerte Straße nach Süden stellt die Verbindung zum Grenzübergang Tre Urat dar. Die Straße nach Erseka steigt ab dem Ortsausgang weiter an und erreicht nordöstlich von Leskovik Höhen von bis zu 1100 m ü. A.

## Thermalquelle
Südlich von Leskovik direkt an der Grenze zu Griechenland gibt es eine Thermalquelle, Llixhat e Vromoneros genannt. Das Thermalwasser tritt am Nordufer des Grenzflusses Sarandaporos aus. Während der kommunistischen Herrschaft stand ein Gästehaus mit 70 Betten den Kurgästen zur Verfügung. 1983 wurden 1500 Patienten verzeichnet.
Im Gebiet von Vromoner gibt es auch zahlreiche Höhlen, durch die Thermalwasser fließt. Die 100 Meter tiefe Atmos-Höhle direkt an der Grenze verfügt über einen ungewöhnlich großen Höhlensee mit Thermalwasser.

## Persönlichkeiten
- Vangjel Leskoviku (1906–1970), Sänger und Klarinettist
- Gaqo Lena (* 1926), Sänger und Klarinettist
- Ledion Liço (* 1986), Fernsehmoderator, Produzent, Sänger und Mediendirektor